# Обермајзелштајн
Обермајзелштајн (њем. Obermaiselstein) општина је у њемачкој савезној држави Баварска. Једно је од 28 општинских средишта округа Обералгој. Према процјени из 2010. у општини је живјело 961 становника. Посједује регионалну шифру (AGS) 9780131.

## Географски и демографски подаци
Обермајзелштајн се налази у савезној држави Баварска у округу Обералгој. Општина се налази на надморској висини од 859 метара. Површина општине износи 25,0 km². У самом мјесту је, према процјени из 2010. године, живјело 961 становника. Просјечна густина становништва износи 38 становника/km².